# Lista monumentelor istorice din județul Argeș - G

Simbol pentru monumentele istorice

Lista monumentelor istorice din județul Argeș - G cuprinde monumentele istorice înscrise în Patrimoniul cultural național al României și aflate în localități ce încep cu litera G din județul Argeș.
Lista completă este menținută și actualizată periodic de către Ministerul Culturii, Cultelor și Patrimoniului Național din România, prin intermediul Institutului Național al Patrimoniului, ultima versiune datând din 2015. Această listă cuprinde și actualizările ulterioare, realizate prin ordin al ministrului culturii.
| Cod LMI                               | Denumire                                               | Localitate                               | Localizare                                                                                         | Datare, Creatori                                   | Imagine               | Erori             |
| ------------------------------------- | ------------------------------------------------------ | ---------------------------------------- | -------------------------------------------------------------------------------------------------- | -------------------------------------------------- | --------------------- | ----------------- |
| AG-I-s-B-13364 (RAN: 15162.01)        | Ruinele bisericii de lemn „Adormirea Maicii Domnului”  | sat Gorganu; comuna Călinești            | În fostul sat Gorganu de Jos, la marginea de V a localității                                       | sec. XVII - XVIII                                  |                       | Raportează eroare |
| AG-II-a-A-13697 (RAN: 13427.01)       | Curtea Goleștilor                                      | sat aparținător Golești; oraș Ștefănești | Str. Golescu Radu 27 44.8398°N 24.96273°E                                                          | sec. XVII-XIX                                      | Alte imagini          | Raportează eroare |
| AG-II-m-A-13697.01 (RAN: 13427.01.01) | Conac                                                  | sat aparținător Golești; oraș Ștefănești | Str. Golescu Radu 27 44.83984°N 24.96274°E                                                         | 1640                                               |                       | Raportează eroare |
| AG-II-m-A-13697.02 (RAN: 13427.01.05) | Baia turcească                                         | sat aparținător Golești; oraș Ștefănești | Str. Golescu Radu 27 44.84029°N 24.96267°E                                                         | sec. XVIII                                         | Alte imagini          | Raportează eroare |
| AG-II-m-A-13697.03 (RAN: 13427.01.06) | Clădiri-anexă                                          | sat aparținător Golești; oraș Ștefănești | Str. Golescu Radu 27 44.83996°N 24.96224°E                                                         | sec. XVII - XIX                                    |                       | Raportează eroare |
| AG-II-m-A-13697.04                    | Clădirea școlii și a administrației                    | sat aparținător Golești; oraș Ștefănești | Str. Golescu Radu 27 44.83958°N 24.96359°E                                                         | înc. sec. XIX                                      | Încarcă foto \| video | Raportează eroare |
| AG-II-m-A-13697.05 (RAN: 13427.01.07) | Fântâna Goleștilor                                     | sat aparținător Golești; oraș Ștefănești | Str. Golescu Radu 27 44.83941°N 24.96349°E                                                         | mijl. sec. XVII                                    | Alte imagini          | Raportează eroare |
| AG-II-m-A-13697.06 (RAN: 13427.01.03) | Parcul din jurul conacului                             | sat aparținător Golești; oraș Ștefănești | Str. Golescu Radu 27 44.8395°N 24.96296°E                                                          | sec. XVII-XIX                                      |                       | Raportează eroare |
| AG-II-m-A-13697.08 (RAN: 13427.01.08) | Turnul porții                                          | sat aparținător Golești; oraș Ștefănești | Str. Golescu Radu 27 44.83938°N 24.96338°E                                                         | mijl. sec. XVII, ref. înc. sec. XIX                | Alte imagini          | Raportează eroare |
| AG-II-m-A-13697.09 (RAN: 13427.01.09) | Zid de incintă cu 4 turnuri de colț                    | sat aparținător Golești; oraș Ștefănești | Str. Golescu Radu 27 44.84037°N 24.96267°E                                                         | mijl. sec. XVII                                    |                       | Raportează eroare |
| AG-II-m-A-13697.10                    | Chioșc                                                 | sat aparținător Golești; oraș Ștefănești | Str. Golescu Radu 27, în parcul alăturat incintei                                                  | sec. XIX                                           | Încarcă foto \| video | Raportează eroare |
| AG-II-m-A-13697.11 (RAN: 13427.01.04) | Parcul alăturat incintei                               | sat aparținător Golești; oraș Ștefănești | Str. Golescu Radu 27 44.84039°N 24.96378°E                                                         | sec. XVII-XIX                                      | Alte imagini          | Raportează eroare |
| AG-II-a-A-13698                       | Ansamblul bisericii „Sf. Treime” - a curții Goleștilor | sat aparținător Golești; oraș Ștefănești | Str. Golescu Radu 27 44.83893°N 24.96372°E                                                         | 1646                                               | Alte imagini          | Raportează eroare |
| AG-II-m-A-13698.01                    | Biserica „Sf. Treime”                                  | sat aparținător Golești; oraș Ștefănești | Str. Golescu Radu 27 44.83893°N 24.96372°E                                                         | 1646                                               |                       | Raportează eroare |
| AG-II-m-A-13698.02                    | Turn clopotniță                                        | sat aparținător Golești; oraș Ștefănești | Str. Golescu Radu 27 44.83905°N 24.96345°E                                                         | sec. XIX                                           |                       | Raportează eroare |
| AG-II-m-A-13698.03                    | Zid de incintă                                         | sat aparținător Golești; oraș Ștefănești | Str. Golescu Radu 27                                                                               | sec. XIX                                           | Încarcă foto \| video | Raportează eroare |
| AG-II-s-A-13699                       | Muzeul Pomiculturii și Viticulturii din România        | sat aparținător Golești; oraș Ștefănești | Str. Golescu Radu 27 44.84077°N 24.95819°E                                                         | sec. XVIII - înc. sec. XX                          |                       | Raportează eroare |
| AG-II-m-B-13688                       | Biserica „Sf. Nicolae”                                 | sat Găinușa; comuna Săpata               | | 1802                                               | Încarcă foto \| video | Raportează eroare |
| AG-II-m-A-13689 (RAN: 14897.01)       | Biserica „Sf. Nicolae”                                 | sat Gălășești; comuna Budeasa            | | 1751                                               | Încarcă foto \| video | Raportează eroare |
| AG-II-m-A-13690 (RAN: 19052.01)       | Biserica „Înălțarea Domnului”                          | sat Găleșești; comuna Suseni             | 148 A                                                                                              | 1753                                               | Încarcă foto \| video | Raportează eroare |
| AG-II-m-B-13691                       | Biserica de lemn „Nașterea Maicii Domnului”            | sat Gănești; comuna Pietroșani           | 114                                                                                                | mijl. sec. XIX                                     | Alte imagini          | Raportează eroare |
| AG-II-m-B-13692 (RAN: 19597.01)       | Biserica „Sf. Voievozi”                                | sat Găujani; comuna Ungheni              | | 1792                                               | Încarcă foto \| video | Raportează eroare |
| AG-II-a-A-13695 (RAN: 19132.01)       | Mănăstirea Glavacioc                                   | sat Glavacioc; comuna Ștefan cel Mare    | Str. Mănăstirii 17 44.4711°N 25.2575°E                                                             | sec. XIV - XV, ref. sec. XVII - XVIII, 1841 - 1844 | Alte imagini          | Raportează eroare |
| AG-II-m-A-13695.01 (RAN: 19132.01.01) | Biserica „Buna Vestire”                                | sat Glavacioc; comuna Ștefan cel Mare    | Str. Mănăstirii 17                                                                                 | sec. XIV - XV, ref. sec. XVII - XVIII, 1841 - 1844 |                       | Raportează eroare |
| AG-II-m-A-13695.02 (RAN: 19132.01.02) | Casa Domnească                                         | sat Glavacioc; comuna Ștefan cel Mare    | Str. Mănăstirii 17                                                                                 | sec. XIV-XV, ref. sec. XVII-XVIII, 1841-1844       | Încarcă foto \| video | Raportează eroare |
| AG-II-m-A-13695.03 (RAN: 19132.01.03) | Chilii                                                 | sat Glavacioc; comuna Ștefan cel Mare    | Str. Mănăstirii 17                                                                                 | mijl. sec. XVI                                     | Încarcă foto \| video | Raportează eroare |
| AG-II-m-A-13695.04 (RAN: 19132.01.04) | Chilii dispuse în hemiciclu                            | sat Glavacioc; comuna Ștefan cel Mare    | Str. Mănăstirii 17, pe latura de E aincintei                                                       | 1841 - 1844                                        |                       | Raportează eroare |
| AG-II-m-A-13695.05                    | Clădiri monastice                                      | sat Glavacioc; comuna Ștefan cel Mare    | Str. Mănăstirii 17, pe laturile N și S ale incintei                                                | 1841 - 1844                                        |                       | Raportează eroare |
| AG-II-m-A-13695.06 (RAN: 19132.01.05) | Turn clopotniță                                        | sat Glavacioc; comuna Ștefan cel Mare    | Str. Mănăstirii 17                                                                                 | mijl. sec. XVI, ref. 1829                          |                       | Raportează eroare |
| AG-II-m-A-13695.07 (RAN: 19132.01.06) | Zid de incintă                                         | sat Glavacioc; comuna Ștefan cel Mare    | Str. Mănăstirii 17                                                                                 | sec. XIV - XV, ref. sec. XIX                       | Încarcă foto \| video | Raportează eroare |
| AG-II-m-A-13693 (RAN: 16864.01)       | Biserica de lemn „Nașterea Domnului” - Călugărița      | sat Glâmbocata deal; comuna Leordeni     | 198                                                                                                | 1781                                               | Alte imagini          | Raportează eroare |
| AG-II-m-A-13694 (RAN: 13212.01)       | Biserica de lemn „Adormirea Maicii Domnului”           | sat Glâmbocu; comuna Bascov              | 8A 44.533°N 24.472°E                                                                               | ante 1808                                          | Alte imagini          | Raportează eroare |
| AG-II-m-A-13696 (RAN: 19604.01)       | Biserica „Sf. Nicolae”                                 | sat Goia; comuna Ungheni                 | | 1770                                               | Încarcă foto \| video | Raportează eroare |
| AG-II-m-B-13700                       | Biserica „Buna Vestire”                                | sat Gorani; comuna Uda                   | 22                                                                                                 | 1808                                               | Încarcă foto \| video | Raportează eroare |
| AG-III-m-A-13697.07                   | Busturile Goleștilor                                   | sat aparținător Golești; oraș Ștefănești | Str. Golescu Radu 27                                                                               | sec. XX                                            | Încarcă foto \| video | Raportează eroare |
| AG-IV-m-A-13956 (RAN: 16864.02)       | Cruce de piatră                                        | sat Glâmbocata deal; comuna Leordeni     | Lângă Km 87 și casa de la nr. 204, spre biserica de lemn                                           | 1746                                               | Încarcă foto \| video | Raportează eroare |
| AG-IV-m-A-13957 (RAN: 16551.01)       | Cruce de piatră                                        | sat Godeni; comuna Godeni                | În curtea bisericii, la 15 m E                                                                     | 1662                                               | Încarcă foto \| video | Raportează eroare |
| AG-IV-m-A-13959 (RAN: 16551.03)       | Cruce de piatră                                        | sat Godeni; comuna Godeni                | Pe vechiul drum spre Mărcuș, în grădina lui Boldohan                                               | 1759                                               | Încarcă foto \| video | Raportează eroare |
| AG-IV-m-A-13958 (RAN: 16551.02)       | Cruce de piatră                                        | sat Godeni; comuna Godeni                | Str. Popești, în fostul cimitir (nr. 95)                                                           | 1668                                               | Încarcă foto \| video | Raportează eroare |
| AG-IV-m-A-13960 (RAN: 15162.02)       | Cruce de piatră                                        | sat Gorganu; comuna Călinești            | În fostul sat Gorganu de Jos, în fața casei parohiale (nr. 284); strămutată din „Dealul Teienilor” | 1726, strămutată în 2000                           | Încarcă foto \| video | Raportează eroare |